# NASCAR on TNT
La NASCAR on TNT è la presentazione della serie NASCAR sulla rete televisiva TNT.

## Contratto TV con la NASCAR
Il 7 dicembre 2007, la NASCAR ha firmato un contratto da $4.48 miliardi con la FOX e SPEED. Di questo contratto fanno parte anche ESPN e TNT. Il contratto è in vigore dalla stagione 2007 ed è strutturato come segue:
- La FOX è l'emittente esclusiva della Daytona 500 e delle prime 13 gare stagionali. In più trasmetterà la Sprint Unlimited e le qualifiche per la Daytona 500.
- In seguito TNT copre le 6 gare successive inclusa la Coke Zero 400 al Daytona International Speedway.
- ESPN ed ABC trasmettono le rimanenti gare inclusa la Chase for the Sprint Cup. In particolare, nel 2010, ABC ha trasmesso le gare in notturna mentre ESPN quelle diurne. Il coverage comincia di solito con la Brickyard 400 all'Indianapolis Motor Speedway
- SPEED, la sorella di FOX, copre tutta la stagione dei Truck, con in più la Gatorade Duel a Daytona e la Sprint All-Star Challenge.

## Wide-Open Coverage
Il 7 luglio 2007, TNT ha usato per la prima volta, durante la Coke Zero 400 il cosiddetto "Wide-Open Coverage" che consiste in un numero limitato di break pubblicitari e addirittura permette alle emittenti locali di mandare i propri break by-passando del tutto TNT. Ma la cosa che si è notata di più è stata che, mentre i break pubblicitari scorrevano, la gara veniva mostrata quasi a schermo intero (esclusa la parte dedicata alla pubblicità).
Questo format è stato mantenuto anche per l'edizione 2008 e 2009 della Coke Zero 400.

## Commentatori

### Fuori dallo studio
- Lindsay Czarniak
- Larry McReynolds
- Kyle Petty

### Commentatori della gara (periodo 2001-2014)
- Adam Alexander
- Wally Dallenbach
- Kyle Petty

### Pit reporters
- Marty Snider
- Matt Yocum
- Ralph Sheheen